# Eishockey-Weltmeisterschaft der Frauen 2018
Die 21. Eishockey-Weltmeisterschaften der Frauen der Internationalen Eishockey-Föderation IIHF waren die Eishockey-Weltmeisterschaften des Jahres 2018. Insgesamt nahmen zwischen dem 4. Dezember 2017 und dem 14. April 2018 29 Nationalmannschaften an den fünf Turnieren der Divisionen I und II sowie der Qualifikation teil.
Wie bereits vor vier Jahren verzichtete die IIHF aufgrund des olympischen Eishockeyturniers im südkoreanischen Pyeongchang abermals auf die Austragung der Top-Division. Lediglich in den unteren Divisionen fanden Weltmeisterschaftsspiele statt. Ebenso wie im Vorjahr gab es aufgrund der über zwei Jahre gestaffelten Aufstockung der Top-Division um zwei Mannschaften keine Absteiger.

## Teilnehmer, Austragungsorte und -zeiträume
- Division I
  - Gruppe A: 8. bis 14. April 2018 in Vaujany, Frankreich
Teilnehmer:  Dänemark,  Frankreich,  Norwegen,  Österreich,  Slowakei (Aufsteiger),  Ungarn
  - Gruppe B: 8. bis 14. April 2018 in Asiago, Italien
Teilnehmer:  Volksrepublik China,  Italien,  Kasachstan,  Lettland,  Polen,  Südkorea (Aufsteiger)

- Division II
  - Gruppe A: 31. März bis 6. April 2018 in Maribor, Slowenien
Teilnehmer:  Australien,  Großbritannien,  Mexiko (Aufsteiger),  Niederlande,  Nordkorea,  Slowenien
  - Gruppe B: 17. bis 23. März 2018 in Valdemoro, Spanien
Teilnehmer:  Republik China (Taiwan) (Aufsteiger),  Island,  Neuseeland,  Rumänien,  Spanien,  Türkei

- Qualifikation zur Division IIB: 4. bis 9. Dezember 2017 in Sofia, Bulgarien
Teilnehmer:  Belgien,  Bulgarien,  Hongkong,  Kroatien (Absteiger; erste Teilnahme seit 2016),  Südafrika

## Division I

### Gruppe A in Vaujany, Frankreich
Das Turnier der Gruppe A der Division I wurde vom 8. bis 14. April 2018 im französischen Vaujany ausgetragen. Die Spiele fanden im 900 Zuschauer fassenden Patinoire Vaujany statt. Insgesamt besuchten 5.401 Zuschauer die 15 Turnierspiele, was einem Schnitt von 360 pro Partie entspricht.
In der überaus leistungsdichten A-Gruppe der Division I – neun der 15 Turnierspiele endeten lediglich mit einem Tor Differenz – setzte sich Gastgeber Frankreich als Turniersieger durch und feierte den erstmaligen Aufstieg in die Top-Division, nachdem die Mannschaft im vorangegangenen Jahr noch Letzter der Gruppe gewesen war. Vor dem letzten Spieltag hatten noch fünf der sechs Mannschaften die Chance, sich den Turniersieg zu sichern. Bis dato hatte jede Mannschaft mindestens einmal gewonnen, darunter der Sieg von Aufsteiger Slowakei gegen die favorisierten Österreicherinnen am ersten Spieltag. Der Schlusstag, mit Siegen Österreichs und Ungarns zu Beginn, führte schließlich dazu, dass die Französinnen bereits vor ihrem abschließenden Turnierspiel als Sieger feststanden.
Aufgrund der sukzessiven Aufstockung der Top-Division auf zehn Mannschaften und der damit verbundenen Auffüllung der unteren Divisionen gab es erneut keinen Absteiger. Somit verblieb Vorjahresaufsteiger Slowakei trotz vier aufeinanderfolgender Niederlagen nach dem Auftaktsieg gegen Österreich als letztplatzierte Mannschaft in der Gruppe A der Division I.
| 8. April 2018 12:30 Uhr (Ortszeit) | Slowakei L. Čurmová (28:55) J. Matejková (36:17) I. Klimášová (50:56) | 3:2 (0:1, 2:0, 1:1) Spielbericht | Österreich D. Altmann (2:02) D. Altmann (42:07) | Patinoire Vaujany, Vaujany Zuschauer: 70 |

| 8. April 2018 16:00 Uhr | Frankreich B. Jouanny (16:16) E. Duvin (52:23) C. Aurard (59:09) | 3:2 (1:1, 0:1, 2:0) Spielbericht | Dänemark S. Glud (10:46) S. Glud (38:18) | Patinoire Vaujany, Vaujany Zuschauer: 709 |

| 8. April 2018 19:30 Uhr | Ungarn A. Nooren (1:28) F. Gasparics (31:43) R. Dabasi (32:50) J. Grkovič (41:41) A. Huszák (49:28) | 5:4 (1:0, 2:3, 2:1) Spielbericht | Norwegen L. Bialik Øien (20:14) S. Fjellvang (23:08) L. Tendenes (30:14) M. Haug Hansen (50:45) | Patinoire Vaujany, Vaujany Zuschauer: 107 |

| 9. April 2018 12:30 Uhr | Dänemark J. Gregersen (7:36) M. Brix (15:06) S. Glud (30:35) J. Jakobsen (36:07) S. Glud (43:26) S. Glud (56:20) | 6:3 (2:1, 2:2, 2:0) Spielbericht | Slowakei J. Matejková (4:55) I. Klimášová (29:04) T. Ištocyová (37:02) | Patinoire Vaujany, Vaujany Zuschauer: 168 |

| 9. April 2018 16:00 Uhr | Österreich D. Altmann (29:10) T. Schafzahl (32:09) A. Meixner (34:28) E.-M. Verworner (36:54) J. Weber (38:40) E. Beiter-Schwärzler (55:06) | 6:4 (0:2, 5:1, 1:1) Spielbericht | Ungarn A. Nooren (5:34) F. Gasparics (19:38) F. Gasparics (35:26) F. Gasparics (57:31) | Patinoire Vaujany, Vaujany Zuschauer: 189 |

| 9. April 2018 19:30 Uhr | Norwegen A. Dalen (2:36) A. Dalen (32:49) | 2:1 (1:0, 1:0, 0:1) Spielbericht | Frankreich L. Baudrit (53:35) | Patinoire Vaujany, Vaujany Zuschauer: 799 |

| 11. April 2018 12:30 Uhr | Norwegen | 0:1 (0:0, 0:0, 0:1) Spielbericht | Dänemark S. Glud (48:26) | Patinoire Vaujany, Vaujany Zuschauer: 143 |

| 11. April 2018 16:00 Uhr | Slowakei T. Ištocyová (52:49) | 1:8 (0:3, 0:2, 1:3) Spielbericht | Ungarn A. Huszák (7:43) A. Huszák (16:17) A. Huszák (18:12) F. Gasparics (35:30) A. Nooren (36:29) A. Gowie (44:35) T. Horváth (48:43) R. Ungár (51:02) | Patinoire Vaujany, Vaujany Zuschauer: 206 |

| 11. April 2018 19:30 Uhr | Österreich T. Grascher (2:03) T. Schafzahl (2:51) | 2:3 (2:1, 0:1, 0:1) Spielbericht | Frankreich C. Aurard (9:17) G. Gendarme (26:15) E. Passard (59:55) | Patinoire Vaujany, Vaujany Zuschauer: 800 |

| 13. April 2018 12:30 Uhr | Dänemark J. Jakobsen (2:37) N. Jensen (9:27) N. Jensen (15:27) N. Jensen (24:05) J. Gregersen (58:49) | 5:6 (3:3, 1:2, 1:1) Spielbericht | Österreich A. Hanser (1:17) D. Altmann (14:00) S. Volgger (19:45) E. Beiter-Schwärzler (27:48) A. Meixner (37:52) E. Beiter-Schwärzler (43:26) | Patinoire Vaujany, Vaujany Zuschauer: 92 |

| 13. April 2018 16:00 Uhr | Norwegen M. Fischer (25:16) | 1:0 (0:0, 1:0, 0:0) Spielbericht | Slowakei | Patinoire Vaujany, Vaujany Zuschauer: 268 |

| 13. April 2018 19:30 Uhr | Ungarn A. Huszák (18:45) | 1:2 (1:1, 0:1, 0:0) Spielbericht | Frankreich E. Duvin (15:10) E. Duvin (29:34) | Patinoire Vaujany, Vaujany Zuschauer: 800 |

| 14. April 2018 12:30 Uhr | Österreich T. Grascher (31:29) A. Hanser (31:49) S. Volgger (48:38) | 3:0 (0:0, 2:0, 1:0) Spielbericht | Norwegen | Patinoire Vaujany, Vaujany Zuschauer: 102 |

| 14. April 2018 16:00 Uhr | Dänemark | 0:3 (0:1, 0:2, 0:0) Spielbericht | Ungarn A. Kiss (16:59) F. Gasparics (27:11) A. Huszák (35:35) | Patinoire Vaujany, Vaujany Zuschauer: 148 |

| 14. April 2018 19:30 Uhr | Frankreich C. Aurard (3:37) C. Rozier (5:15) M. Desvignes (7:57) C. Aurard (27:02) A. Cuasnet (32:54) L. Baudrit (33:23) L. Baudrit (34:36) | 7:1 (3:0, 4:1, 0:0) Spielbericht | Slowakei N. Rumanová (31:05) | Patinoire Vaujany, Vaujany Zuschauer: 800 |

| Pl. |            | Sp | S | OTS | OTN | N | Tore  | Punkte |
| 1.  | Frankreich | 5  | 4 | 0   | 0   | 1 | 16:08 | 12     |
| 2.  | Österreich | 5  | 3 | 0   | 0   | 2 | 19:15 | 9      |
| 3.  | Ungarn     | 5  | 3 | 0   | 0   | 2 | 18:13 | 9      |
| 4.  | Dänemark   | 5  | 2 | 0   | 0   | 3 | 14:15 | 6      |
| 5.  | Norwegen   | 5  | 2 | 0   | 0   | 3 | 07:10 | 6      |
| 6.  | Slowakei   | 5  | 1 | 0   | 0   | 4 | 08:24 | 3      |

Abkürzungen: Pl. = Platz, Sp = Spiele, S = Siege, OTS = Siege nach Verlängerung (Overtime) oder Penaltyschießen, OTN = Niederlagen nach Verlängerung oder Penaltyschießen, N = Niederlagen

Erläuterungen: Aufsteiger in die Top-Division

#### Division-IA-Siegermannschaft
| Division-IA-Aufsteiger Frankreich | Marion Allemoz, Chloé Aurard, Caroline Baldin, Lore Baudrit, Amandine Cuasnet, Margot Desvignes, Estelle Duvin, Lara Escudero, Gwendoline Gendarme, Raphaëlle Grenier, Betty Jouanny, Éloise Jure, Audrey Lager Lacombe, Caroline Lambert, Athéna Locatelli, Louanne Mermier, Léa Parment, Emmanuelle Passard, Morgane Rihet, Clara Rozier, Léa Villiot, Jade Vix Cheftrainer: Grégory Tarlé |

### Gruppe B in Asiago, Italien
Das Turnier der Gruppe B der Division I wurde vom 8. bis 14. April 2017 im italienischen Asiago ausgetragen. Die Spiele fanden im 3.000 Zuschauer fassenden Pala Hodegart statt. Insgesamt besuchten 2.275 Zuschauer die 15 Turnierspiele, was einem Schnitt von 151 pro Partie entspricht.
Ebenfalls eng ging es in der Gruppe B der Division I zu, in der es ebenso den Gastgeberinnen gelang, den Aufstieg zu schaffen. Italien setzte sich durch und feierte die erstmalige Rückkehr in die A-Gruppe der Division I. Zuletzt hatten die Italienerinnen bei der Weltmeisterschaft 2000 in der damaligen B-Gruppe auf diesem Level gespielt. Wie in der A-Gruppe hatten vor dem letzten Turniertag noch fünf der sechs Teams Chancen auf den Aufstieg. Dabei setzte der starke Aufsteiger Südkorea mit einem Sieg über Polen die bis dahin führenden Italienerinnen unter Druck, die somit gegen Kasachstan einen Sieg benötigten, und stach die anderen drei Mannschaften mit Hoffnungen auf den Turniersieg aus. Italien konnte letztlich mit einem knappen 1:0-Sieg im Schlussspiel des Turniers den Aufstieg feiern.
Aufgrund der sukzessiven Aufstockung der Top-Division auf zehn Mannschaften und der damit verbundenen Auffüllung der unteren Divisionen gab es erneut keinen Absteiger. Somit verblieb Polen – wie bereits im vergangenen Jahr – trotz fünf Niederlagen als letztplatzierte Mannschaft in der Gruppe B der Division I.
| 8. April 2018 13:30 Uhr (Ortszeit) | Südkorea | 2:1 n. V. (0:0, 1:0, 0:1, 1:0) Spielbericht | Kasachstan | Pala Hodegart, Asiago Zuschauer: 150 |

| 8. April 2018 17:00 Uhr | Polen | 0:4 (0:0, 0:2, 0:2) Spielbericht | Volksrepublik China | Pala Hodegart, Asiago Zuschauer: 300 |

| 8. April 2018 20:30 Uhr | Italien | 5:1 (1:0, 3:0, 1:1) Spielbericht | Lettland | Pala Hodegart, Asiago Zuschauer: 150 |

| 9. April 2018 13:30 Uhr | Lettland | 2:1 (0:0, 1:0, 1:1) Spielbericht | Polen | Pala Hodegart, Asiago Zuschauer: 60 |

| 9. April 2018 17:00 Uhr | Volksrepublik China | 2:1 (0:0, 2:1, 0:0) Spielbericht | Südkorea | Pala Hodegart, Asiago Zuschauer: 90 |

| 9. April 2018 20:30 Uhr | Kasachstan | 1:4 (0:0, 1:2, 0:2) Spielbericht | Italien | Pala Hodegart, Asiago Zuschauer: 150 |

| 11. April 2018 13:30 Uhr | Lettland | 2:1 (0:0, 0:1, 2:0) Spielbericht | Volksrepublik China | Pala Hodegart, Asiago Zuschauer: 80 |

| 11. April 2018 17:00 Uhr | Kasachstan | 4:3 (2:2, 2:1, 0:0) Spielbericht | Polen | Pala Hodegart, Asiago Zuschauer: 75 |

| 11. April 2018 20:30 Uhr | Südkorea | 3:2 (1:1, 0:0, 2:1) Spielbericht | Italien | Pala Hodegart, Asiago Zuschauer: 150 |

| 12. April 2018 13:30 Uhr | Volksrepublik China | 0:3 (0:0, 0:0, 0:3) Spielbericht | Kasachstan | Pala Hodegart, Asiago Zuschauer: 60 |

| 12. April 2018 17:00 Uhr | Lettland | 1:5 (0:1, 0:2, 1:2) Spielbericht | Südkorea | Pala Hodegart, Asiago Zuschauer: 80 |

| 12. April 2018 20:30 Uhr | Italien | 2:1 (1:1, 0:0, 1:0) Spielbericht | Polen | Pala Hodegart, Asiago Zuschauer: 210 |

| 14. April 2018 13:30 Uhr | Polen | 2:9 (0:3, 1:3, 1:3) Spielbericht | Südkorea | Pala Hodegart, Asiago Zuschauer: 80 |

| 14. April 2018 17:00 Uhr | Kasachstan | 0:1 (0:0, 0:1, 0:0) Spielbericht | Lettland | Pala Hodegart, Asiago Zuschauer: 90 |

| 14. April 2018 20:30 Uhr | Volksrepublik China | 0:1 (0:0, 0:1, 0:0) Spielbericht | Italien | Pala Hodegart, Asiago Zuschauer: 550 |

| Pl. |                     | Sp | S | OTS | OTN | N | Tore  | Punkte |
| 1.  | Italien             | 5  | 4 | 0   | 0   | 1 | 14:06 | 12     |
| 2.  | Südkorea            | 5  | 3 | 1   | 0   | 1 | 20:08 | 11     |
| 3.  | Lettland            | 5  | 3 | 0   | 0   | 2 | 07:12 | 9      |
| 4.  | Kasachstan          | 5  | 2 | 0   | 1   | 2 | 09:10 | 7      |
| 5.  | Volksrepublik China | 5  | 2 | 0   | 0   | 3 | 07:07 | 6      |
| 6.  | Polen               | 5  | 0 | 0   | 0   | 5 | 07:21 | 0      |

Abkürzungen: Pl. = Platz, Sp = Spiele, S = Siege, OTS = Siege nach Verlängerung (Overtime) oder Penaltyschießen, OTN = Niederlagen nach Verlängerung oder Penaltyschießen, N = Niederlagen

Erläuterungen: Aufsteiger in die Division IA

### Auf- und Abstieg
| Aufsteiger in die Top-Division: | Frankreich  |
| Aufsteiger in die Division IA:  | Italien     |
| Aufsteiger in die Division IB:  | Niederlande |

## Division II

### Gruppe A in Maribor, Slowenien
Das Turnier der Gruppe A der Division II wurde vom 31. März bis 6. April 2018 im slowenischen Maribor ausgetragen. Die Spiele fanden in der 3.000 Zuschauer fassenden Ledna dvorana Tabor statt. Insgesamt besuchten 5.784 Zuschauer die 15 Turnierspiele, was einem Schnitt von 385 pro Partie entspricht.
Dem Team aus den Niederlanden gelang nach zweijähriger Zugehörigkeit zur Division II die unangefochtene Rückkehr in die Division I. Dabei lieferten sie sich bis zum Schlussspieltag eine Kopf-an-Kopf-Rennen mit den Britinnen. Beide Teams gingen verlustpunktfrei in das Direktduell am letzten Turniertag, bei dem sich die Niederlande souverän mit 4:0 durchsetzte und den Wiederaufstieg in die Division I feiern konnte. Dahinter folgte Nordkorea, in deren Kader sich mehrere Spielerinnen befanden, die mit der gesamtkoreanischen Mannschaft noch im Februar an den Olympischen Winterspielen in Pyeongchang teilgenommen hatten. Auf den weiteren Plätzen landeten Australien und der Gastgeber Slowenien.
Aufgrund der sukzessiven Aufstockung der Top-Division auf zehn Mannschaften und der damit verbundenen Auffüllung der unteren Divisionen gab es erneut keinen Absteiger. Mexiko, das im Vorjahr überraschend aufgestiegen war, verblieb somit trotz fünf Niederlagen als letztplatzierte Mannschaft in der Gruppe A der Division II.
| 31. März 2018 13:00 Uhr (Ortszeit) | Großbritannien | 5:1 (0:0, 0:1, 5:0) Spielbericht | Australien | Ledna dvorana Tabor, Maribor Zuschauer: 370 |

| 31. März 2018 16:30 Uhr | Nordkorea | 2:5 (1:2, 0:0, 1:3) Spielbericht | Niederlande | Ledna dvorana Tabor, Maribor Zuschauer: 372 |

| 31. März 2018 20:00 Uhr | Mexiko | 0:6 (0:2, 0:2, 0:2) Spielbericht | Slowenien | Ledna dvorana Tabor, Maribor Zuschauer: 400 |

| 1. April 2018 13:00 Uhr | Großbritannien | 3:1 (1:0, 1:1, 1:0) Spielbericht | Nordkorea | Ledna dvorana Tabor, Maribor Zuschauer: 356 |

| 1. April 2018 16:30 Uhr | Australien | 4:1 (3:0, 1:1, 0:0) Spielbericht | Mexiko | Ledna dvorana Tabor, Maribor Zuschauer: 348 |

| 1. April 2018 20:00 Uhr | Niederlande | 2:1 (1:0, 1:0, 0:1) Spielbericht | Slowenien | Ledna dvorana Tabor, Maribor Zuschauer: 450 |

| 3. April 2018 13:00 Uhr | Niederlande | 6:0 (2:0, 1:0, 3:0) Spielbericht | Australien | Ledna dvorana Tabor, Maribor Zuschauer: 344 |

| 3. April 2018 16:30 Uhr | Großbritannien | 5:0 (1:0, 2:0, 2:0) Spielbericht | Mexiko | Ledna dvorana Tabor, Maribor Zuschauer: 357 |

| 3. April 2018 20:00 Uhr | Nordkorea | 5:4 (2:0, 1:2, 2:2) Spielbericht | Slowenien | Ledna dvorana Tabor, Maribor Zuschauer: 499 |

| 4. April 2018 13:00 Uhr | Mexiko | 0:7 (0:1, 0:3, 0:3) Spielbericht | Niederlande | Ledna dvorana Tabor, Maribor Zuschauer: 341 |

| 4. April 2018 16:30 Uhr | Australien | 1:3 (0:0, 1:0, 0:3) Spielbericht | Nordkorea | Ledna dvorana Tabor, Maribor Zuschauer: 340 |

| 4. April 2018 20:00 Uhr | Slowenien | 1:4 (0:1, 0:2, 1:1) Spielbericht | Großbritannien | Ledna dvorana Tabor, Maribor Zuschauer: 462 |

| 6. April 2018 13:00 Uhr | Nordkorea | 3:2 (1:1, 1:0, 1:1) Spielbericht | Mexiko | Ledna dvorana Tabor, Maribor Zuschauer: 332 |

| 6. April 2018 16:30 Uhr | Niederlande | 4:0 (0:0, 3:0, 1:0) Spielbericht | Großbritannien | Ledna dvorana Tabor, Maribor Zuschauer: 377 |

| 6. April 2018 20:00 Uhr | Slowenien | 2:4 (2:0, 0:4, 0:0) Spielbericht | Australien | Ledna dvorana Tabor, Maribor Zuschauer: 436 |

| Pl. |                | Sp | S | OTS | OTN | N | Tore  | Punkte |
| 1.  | Niederlande    | 5  | 5 | 0   | 0   | 0 | 24:03 | 15     |
| 2.  | Großbritannien | 5  | 4 | 0   | 0   | 1 | 17:07 | 12     |
| 3.  | Nordkorea      | 5  | 3 | 0   | 0   | 2 | 14:15 | 9      |
| 4.  | Australien     | 5  | 2 | 0   | 0   | 3 | 10:17 | 6      |
| 5.  | Slowenien      | 5  | 1 | 0   | 0   | 4 | 14:15 | 3      |
| 6.  | Mexiko         | 5  | 0 | 0   | 0   | 5 | 03:25 | 0      |

Abkürzungen: Pl. = Platz, Sp = Spiele, S = Siege, OTS = Siege nach Verlängerung (Overtime) oder Penaltyschießen, OTN = Niederlagen nach Verlängerung oder Penaltyschießen, N = Niederlagen

Erläuterungen: Aufsteiger in die Division IB

### Gruppe B in Valdemoro, Spanien
Das Turnier der Gruppe B der Division II wurde vom 17. bis 23. März 2018 im spanischen Valdemoro, einer Satellitenstadt der Hauptstadt Madrid, ausgetragen. Die Spiele fanden in der 2.000 Zuschauer fassenden Pista Municipal de Hielo Francisco Fernández Ochoa statt. Insgesamt besuchten 3.458 Zuschauer die 15 Turnierspiele, was einem Schnitt von 230 pro Partie entspricht.
Nach mehreren zweiten Plätzen in den vorangegangenen Jahren gelang Gastgeber Spanien bereits am vorletzten Spieltag der erstmalige Aufstieg in die Division IIA. Schon an den ersten drei Turniertagen kristallisierten sich die Spanierinnen und die stark auftrumpfenden Aufsteiger aus der Republik China (Taiwan) als Favoritinnen auf den Turniersieg heraus. Die beiden Teams trafen bereits am vorletzten Spieltag in der Konstellation aufeinander, dass lediglich sie noch um den Turniersieg spielten. Beide Mannschaften waren bis dato in drei Spielen siegreich und verlustpunktfrei geblieben. Schließlich entschieden die Spanierinnen das Direktduell deutlich mit 6:1 und stiegen damit erstmals in die Gruppe A der Division II auf. Hinter den makellosen Spanierinnen platzierte sich der Aufsteiger von der Insel Taiwan mit drei Punkten Rückstand auf dem zweiten Rang, gefolgt von Island und Neuseeland.
Aufgrund der sukzessiven Aufstockung der Top-Division auf zehn Mannschaften und der damit verbundenen Auffüllung der unteren Divisionen gab es erneut keinen Absteiger. Rumänien verblieb somit trotz fünf Niederlagen – wie schon im Vorjahr – als letztplatzierte Mannschaft in der Gruppe B der Division II.
| 17. März 2018 13:00 Uhr (Ortszeit) | Neuseeland | 6:3 (0:2, 6:1, 0:0) Spielbericht | Rumänien | Pista Municipal de Hielo F. F. Ochoa, Valdemoro Zuschauer: 125 |

| 17. März 2018 16:30 Uhr | Republik China (Taiwan) | 6:2 (2:0, 2:1, 2:1) Spielbericht | Türkei | Pista Municipal de Hielo F. F. Ochoa, Valdemoro Zuschauer: 130 |

| 17. März 2018 20:15 Uhr | Island | 1:2 (1:0, 0:1, 0:1) Spielbericht | Spanien | Pista Municipal de Hielo F. F. Ochoa, Valdemoro Zuschauer: 650 |

| 18. März 2018 13:00 Uhr | Rumänien | 4:9 (2:5, 1:3, 1:1) Spielbericht | Republik China (Taiwan) | Pista Municipal de Hielo F. F. Ochoa, Valdemoro Zuschauer: 63 |

| 18. März 2018 16:30 Uhr | Neuseeland | 3:4 n. P. (0:2, 1:0, 2:1, 0:0, 0:1) Spielbericht | Island | Pista Municipal de Hielo F. F. Ochoa, Valdemoro Zuschauer: 120 |

| 18. März 2018 20:00 Uhr | Spanien | 4:1 (2:1, 1:0, 1:0) Spielbericht | Türkei | Pista Municipal de Hielo F. F. Ochoa, Valdemoro Zuschauer: 530 |

| 20. März 2018 13:00 Uhr | Island | 6:2 (1:1, 0:1, 5:0) Spielbericht | Türkei | Pista Municipal de Hielo F. F. Ochoa, Valdemoro Zuschauer: 130 |

| 20. März 2018 16:30 Uhr | Neuseeland | 2:5 (0:3, 1:1, 1:1) Spielbericht | Republik China (Taiwan) | Pista Municipal de Hielo F. F. Ochoa, Valdemoro Zuschauer: 55 |

| 20. März 2018 20:00 Uhr | Spanien | 12:0 (4:0, 5:0, 3:0) Spielbericht | Rumänien | Pista Municipal de Hielo F. F. Ochoa, Valdemoro Zuschauer: 205 |

| 21. März 2018 13:00 Uhr | Türkei | 4:11 (3:3, 0:5, 1:3) Spielbericht | Neuseeland | Pista Municipal de Hielo F. F. Ochoa, Valdemoro Zuschauer: 95 |

| 21. März 2018 16:30 Uhr | Rumänien | 1:12 (0:5, 1:2, 0:5) Spielbericht | Island | Pista Municipal de Hielo F. F. Ochoa, Valdemoro Zuschauer: 85 |

| 21. März 2018 20:00 Uhr | Republik China (Taiwan) | 1:6 (0:2, 0:3, 1:1) Spielbericht | Spanien | Pista Municipal de Hielo F. F. Ochoa, Valdemoro Zuschauer: 455 |

| 23. März 2018 13:00 Uhr | Island | 2:4 (0:1, 1:1, 1:2) Spielbericht | Republik China (Taiwan) | Pista Municipal de Hielo F. F. Ochoa, Valdemoro Zuschauer: 85 |

| 23. März 2018 16:30 Uhr | Spanien | 5:2 (2:0, 3:0, 0:2) Spielbericht | Neuseeland | Pista Municipal de Hielo F. F. Ochoa, Valdemoro Zuschauer: 555 |

| 23. März 2018 20:00 Uhr | Türkei | 8:4 (2:2, 1:2, 5:0) Spielbericht | Rumänien | Pista Municipal de Hielo F. F. Ochoa, Valdemoro Zuschauer: 175 |

| Pl. |                         | Sp | S | OTS | OTN | N | Tore  | Punkte |
| 1.  | Spanien                 | 5  | 5 | 0   | 0   | 0 | 29:05 | 15     |
| 2.  | Republik China (Taiwan) | 5  | 4 | 0   | 0   | 1 | 25:16 | 12     |
| 3.  | Island                  | 5  | 2 | 1   | 0   | 2 | 25:12 | 8      |
| 4.  | Neuseeland              | 5  | 2 | 0   | 1   | 2 | 24:21 | 7      |
| 5.  | Türkei                  | 5  | 1 | 0   | 0   | 4 | 17:31 | 3      |
| 6.  | Rumänien                | 5  | 0 | 0   | 0   | 5 | 12:47 | 0      |

Abkürzungen: Pl. = Platz, Sp = Spiele, S = Siege, OTS = Siege nach Verlängerung (Overtime) oder Penaltyschießen, OTN = Niederlagen nach Verlängerung oder Penaltyschießen, N = Niederlagen

Erläuterungen: Aufsteiger in die Division IIA

### Auf- und Abstieg
| Aufsteiger in die Division IB:  | Niederlande |
| Aufsteiger in die Division IIA: | Spanien     |
| Aufsteiger in die Division IIB: | Kroatien    |

## Qualifikation zur Division IIB
Die Qualifikation zur Gruppe B der Division II wurde vom 4. bis 9. Dezember 2017 in der bulgarischen Hauptstadt Sofia ausgetragen. Die Spiele fanden im 4.600 Zuschauer fassenden Wintersportpalast statt. Insgesamt besuchten 1.366 Zuschauer die zehn Turnierspiele, was einem Schnitt von 136 pro Partie entspricht.
Als Sieger und damit Aufsteiger in die Gruppe B der Division II ging das kroatische Team hervor. Die Kroatinnen hatten nach dem Abstieg aus der Gruppe A der Division II im Jahr 2016 im Vorjahr auf eine Teilnahme an der Gruppe B der Division II verzichtet und waren somit ein weiteres Mal abgestiegen. Durch vier Siege in ebenso vielen Turnierspielen gelang jedoch der Wiederaufstieg.
| 4. Dezember 2017 15:30 Uhr (Ortszeit) | Kroatien | 4:0 (1:0, 3:0, 0:0) Spielbericht | Südafrika | Wintersportpalast, Sofia Zuschauer: 75 |

| 4. Dezember 2017 19:00 Uhr | Bulgarien | 0:9 (0:3, 0:4, 0:2) Spielbericht | Belgien | Wintersportpalast, Sofia Zuschauer: 230 |

| 5. Dezember 2017 19:00 Uhr | Hongkong | 0:10 (0:1, 0:5, 0:4) Spielbericht | Kroatien | Wintersportpalast, Sofia Zuschauer: 238 |

| 6. Dezember 2017 15:30 Uhr | Belgien | 14:1 (3:0, 5:1, 6:0) Spielbericht | Hongkong | Wintersportpalast, Sofia Zuschauer: 68 |

| 6. Dezember 2017 19:00 Uhr | Südafrika | 4:0 (0:0, 2:0, 2:0) Spielbericht | Bulgarien | Wintersportpalast, Sofia Zuschauer: 225 |

| 7. Dezember 2017 19:00 Uhr | Kroatien | 1:0 (1:0, 0:0, 0:0) Spielbericht | Belgien | Wintersportpalast, Sofia Zuschauer: 80 |

| 8. Dezember 2017 15:30 Uhr | Südafrika | 8:1 (2:0, 4:1, 2:0) Spielbericht | Hongkong | Wintersportpalast, Sofia Zuschauer: 68 |

| 8. Dezember 2017 19:00 Uhr | Bulgarien | 2:12 (0:4, 0:3, 0:2) Spielbericht | Kroatien | Wintersportpalast, Sofia Zuschauer: 102 |

| 9. Dezember 2017 14:30 Uhr | Hongkong | 2:1 (0:1, 0:0, 2:0) Spielbericht | Bulgarien | Wintersportpalast, Sofia Zuschauer: 200 |

| 9. Dezember 2017 19:00 Uhr | Belgien | 3:0 (1:0, 2:0, 0:0) Spielbericht | Südafrika | Wintersportpalast, Sofia Zuschauer: 80 |

| Pl. |           | Sp | S | OTS | OTN | N | Tore  | Punkte |
| 1.  | Kroatien  | 4  | 4 | 0   | 0   | 0 | 27:02 | 12     |
| 2.  | Belgien   | 4  | 3 | 0   | 0   | 1 | 26:02 | 9      |
| 3.  | Südafrika | 4  | 2 | 0   | 0   | 2 | 12:08 | 6      |
| 4.  | Hongkong  | 4  | 1 | 0   | 0   | 3 | 04:33 | 3      |
| 5.  | Bulgarien | 4  | 0 | 0   | 0   | 4 | 03:27 | 0      |

Abkürzungen: Pl. = Platz, Sp = Spiele, S = Siege, OTS = Siege nach Verlängerung (Overtime) oder Penaltyschießen, OTN = Niederlagen nach Verlängerung oder Penaltyschießen, N = Niederlagen

Erläuterungen: Aufsteiger in die Division IIB

### Auf- und Abstieg
| Aufsteiger in die Division IIB: | Kroatien |